# نارسيل

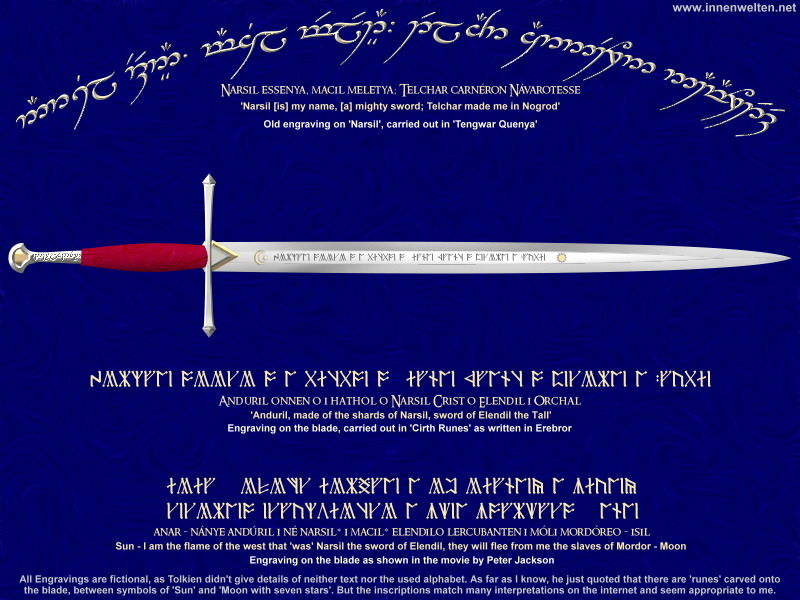
نارسيل

نارسيل (بالإنجليزية: Narsil)‏ هو سيف خيالي في روايات الأرض الوسطى للكاتب ج. ر. ر. تولكين.
هو سيف وجده ملك غوندور، ويقال انه سيف القمر، وان لذلك السيف قوة خارقه، ويقال أيضا عليه انه سيف الاندوريل الذي هزم الشر المطلق مورغوث، وهو السيف الوحيد الذي صمد امام سيف الظلام، ومن يمسك به ويتحمل قوته يصبح هو الملك الذي تتوحد عليه قلوب الرجال، وهذا ما فعله أراغورن بن ارثون. وبه أيضا يتحرر جيش نومينور المحبوس داخل الجبل، وتلك إحدى اساطير السيف الأسطورى ألندوريل.
ومن اساطيره الغير معروفه انه سيف من معدن خالص خاص وان الشمس هي التي صاغته ووهبته للقمر لينير ليلا لاهل الاراضى الوسطى والآلف الأخيار. وبعد أن ازداد شر موردور وازدياد الظلام في الاراضى الوسطى وهبه القمر للارض وكان السيف له بريقه الخاص الذي كان يشار اليه بانه نارسيل نظر للمكان الذي سقط به ولم يسطتع أحد انتزاع السيف من مكانه الا شخص واحد غير معروف. الا انه كان الاندوريل الذي سمى السيف باسمه.